# Andropus carnosus
Andropus carnosus är en strävbladig växtart som beskrevs av August Brand. Andropus carnosus ingår i släktet Andropus och familjen strävbladiga växter. Inga underarter finns listade i Catalogue of Life.